# François Stasiak
François Stasiak (* 18. September 1936 in Jarny; † 10. März 2013 in Dijon) war ein französischer Fußballspieler.

## Karriere
Der 171 Zentimeter große Innenverteidiger Stasiak gehörte in der Saison 1955/56 dem Kader des Erstligisten AS Troyes-Savinienne an. Zu einer Zeit, in der Ein- und Auswechslungen noch nicht möglich waren, verbuchte er fünf Einsätze und musste am Saisonende im Jahr 1956 den Abstieg in die Zweitklassigkeit hinnehmen. Anschließend war er ein Jahr lang nicht im Profifußball vertreten. 1957 schaffte er seine Rückkehr in diesen, als er beim Hauptstadtverein CA Paris unterschrieb. Bei dem Zweitligisten avancierte er zum Stammspieler, doch kehrte er dem Klub 1958 nach einer Spielzeit den Rücken, um zum Stadtrivalen Stade Français zu wechseln. 
Beim Stade Français wurde er direkt zum Leistungsträger, erreichte in der Saison 1958/59 mit der Mannschaft den Aufstieg und verpasste auf dem Weg dorthin keine einzige Partie. Auch in der höchsten französischen Spielklasse blieb er fest gesetzt und stand bei fast allen Spielen auf dem Platz, wobei er mit seinem Team immer wieder den Klassenerhalt sichern konnte. Zur Mitte der 1960er-Jahre hin veränderte sich wenig daran, das sein Verein jeweils knapp die Erstklassigkeit halten konnte, doch Stasiak blieb der Mannschaft aus Paris die Jahre über treu. Diese Treue wurde damit belohnt, dass er mit der Mannschaft trotz mäßiger Resultate in der Liga 1964 und 1965 zweimal am Messestädte-Pokal teilnehmen durfte und dadurch zu insgesamt sechs Begegnungen auf europäischer Ebene antrat. Als Stade Français 1967 nach acht Jahren im Abstiegskampf letztlich die erste Liga verlassen musste, verließ Stasiak den Verein nach neun Jahren; mit 280 Erstligapartien ist er der Rekordspieler des Stade Français in der ersten Liga.
Nach seinem Abschied von Paris unterschrieb Stasiak 1967 beim südfranzösischen Erstligaaufsteiger AS Aix. 1968 erlebte er mit diesem den zweiten Abstieg in Folge. Er folgte dem Klub in die zweite Liga und blieb Stammspieler, bis er 1969 mit 32 Jahren nach 304 Erstligapartien und 112 Zweitligapartien mit jeweils zwei Toren seine Laufbahn beendete. Später lebte er in der burgundischen Stadt Decize.